# 이훈구 (1949년)
이훈구(1949년 2월 5일 ~ )는 대한민국의 정치인이다. 제11대 양천구청장을 역임했다.

## 역대 선거 결과
|  | 0% |

|  | 42.90% |

|  | 62.43% |

|  | 62.35% |

|  | 45.90% |

## 논란

### 검정고시 대리시험 논란
2006년, 학원강사를 매수한 후 검정고시를 치루게 한 혐의로 검찰에 기소되었다. 이에 1심 법원은 이훈구에게 징역 10월, 집행유예 2년을 선고했다. 이에 항소했으나 항소심에서도 집행유예가 유지되었다. 이후 2007년 1월, 구청장직에서 사퇴했다.